# J'ai pas vingt ans
J'ai pas vingt ans è il secondo singolo estratto dal secondo album della cantante pop francese Alizée, Mes courants électriques. Il singolo, pubblicato nel giugno del 2003 dell'etichetta discografica Polydor, conteneva la canzone e la versione strumentale di I'm Fed Up!, la versione inglese di J'en ai marre!, il singolo precedente. La versione inglese di J'ai pas vingt ans, brano remixato anche da Benny Benassi, è intitolata I'm Not Twenty.
La canzone è stata scritta e prodotta da Mylène Farmer e Laurent Boutonnat.

## Videoclip
Nel videoclip della canzone si vede Alizée, che indossa un tubino rosa, ballare una particolare coreografia insieme ad un corpo di ballo e si nota la presenza anche di una band musicale. In una scena si vede Alizée suonare, anche se solo per un istante, la batteria.

## Esibizioni dal vivo
Alizée ha eseguito dal vivo la coreografia del videoclip in diverse occasioni (indossando o lo stesso tubino del videoclip o uno celeste), tra cui apparizioni in programmi televisivi e il Tour de France del 2003, che in quell'anno celebrava i 100 anni dalla sua nascita, sempre insieme al suo corpo di ballo. In occasione della sua tournée del 2003 ha eseguito la coreografia (in una versione un po' più semplificata) indossando un tubino bianco con impressi dei petali rosa.

## Formati e tracce
French CD Single
1. J'ai pas vingt ans 4:15
2. I'm Fed up ! 4:40

French CD maxi single
1. J'ai pas vingt ans (Single Version) 4:15
2. J'ai pas vingt ans (Sfaction Club Remix) 5:45
3. J'ai pas vingt ans (Attitude Dance Remix) 4:10
4. J'ai pas vingt ans (Attitude Dub Mix) 6:45

French 12" vinyl single
A Side :
1. J'ai pas vingt ans (Sfaction Club Remix) 5:45

B Side :
1. J'ai pas vingt ans (Attitude Dance Remix) 4:10

CD maxi single
1. I'm Not Twenty (Single Version) 4:15
2. I'm Not Twenty (Sfaction Club Remix) 5:45
3. I'm Not Twenty (Attitude Dance Remix) 4:10
4. I'm Not Twenty (Attitude Dub Mix) 6:45

12" vinyl single
A Side :
1. I'm Not Twenty (Sfaction Club Remix) 5:45

B Side :
1. I'm Not Twenty (Attitude Dance Remix) 4:10

## Classifiche
| Paese             | Posizione raggiunta |
| ----------------- | ------------------- |
| Francia           | 17                  |
| Spagna            | 19                  |
| Belgio (Vallonia) | 20                  |
| Germania          | 59                  |
| Svizzera          | 60                  |
| Austria           | 60                  |